# Jičín
Jičín (tyska: Jitschin) är en stad i regionen Hradec Králové i norra Tjeckien. Staden hade 16 394 invånare i början av 2016.